# Stegopterna poljakovae
Stegopterna poljakovae är en tvåvingeart som beskrevs av Patrusheva 1977. Stegopterna poljakovae ingår i släktet Stegopterna och familjen knott. Inga underarter finns listade i Catalogue of Life.